# Venus, Marte y Cupido (Piero di Cosimo)

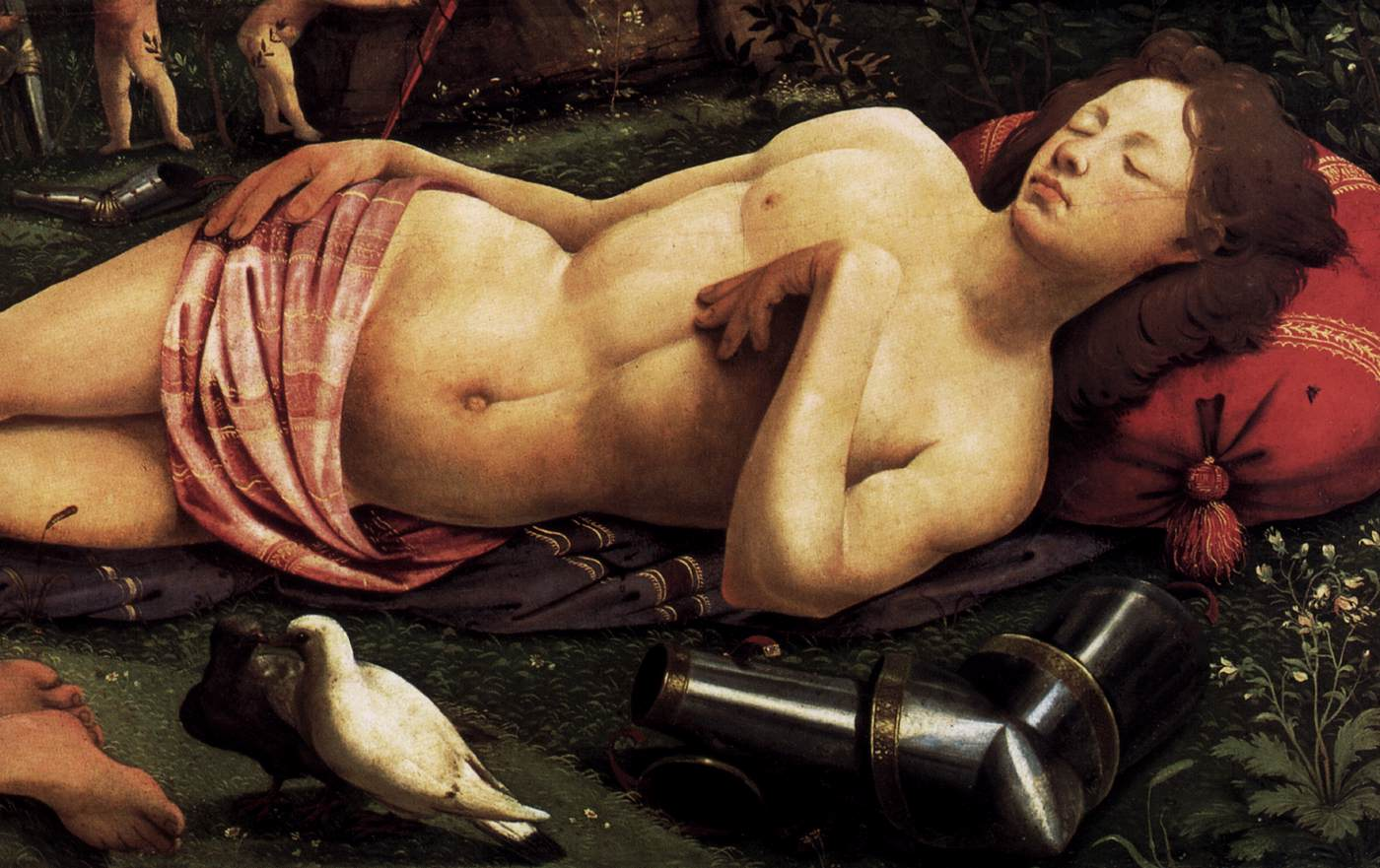
Detalle, Marte dormido con almohada roja, en la que se ha posado una mosca.

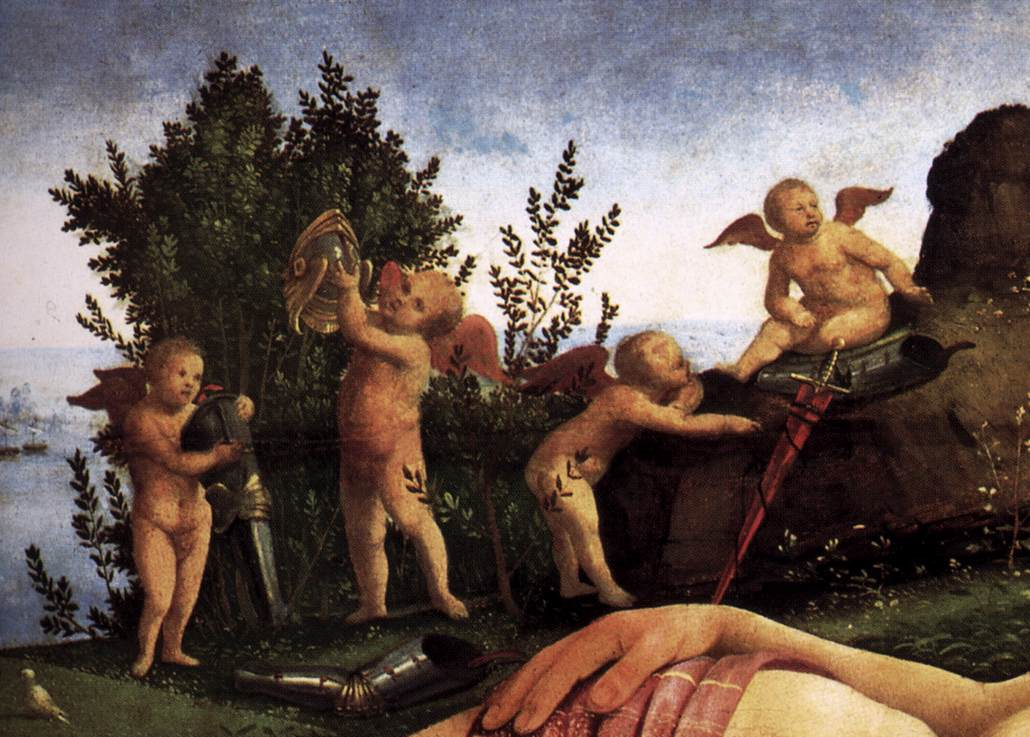
Detalle, los amorcillos con partes de la armadura y la espada.

Venus, Marte y Cupido es un óleo sobre tabla de 72 x 182 cm de Piero di Cosimo, de hacia 1490 y conservado en la Gemäldegalerie de Berlín.

## Historia
Dado su formato apaisado, la obra era probablemente un espaldar, paneles pintados decorativos insertados en las paredes de la misma forma que las boiserie francesas, que más tarde fue propiedad del mismo Vasari.

## Descripción y estilo
La escena representada es un tema neoplatónico ya plasmado por Botticelli en la obra más conocida Venus y Marte de la National Gallery de Londres (1482-1483 aprox.) en la que probablemente se inspiró. El dios de la guerra, Marte yace tendido a la derecha, dormido por efecto de la modorra poscoital. En este sentido la despierta y satisfecha Venus, diosa del amor, lo ha vencido y es así pues una alegoría del amor que triunfa sobre la guerra. En ambas piezas el dios muestra una belleza apolínea, joven e imberbe. Ella aparece a la izquierda recostada también semidesnuda junto a su hijo Cupido, un niño pequeño que se enreda juguetón con su velo transparente, acompañada de animales que son su tradicional atributo, como el conejo blanco, símbolo de fertilidad, y posándose en la pierna de la diosa una mariposa símbolo de su hermosura y volubilidad; entre las dos figuras tendidas dos palomas que simbolizan la ternura del amor. Mientras, un grupo de amorcillos detrás está jugando con las armas del dios y partes de su armadura de guerrero.
La escena tiene lugar en un prado a la sombra de arbustos de mirto, planta sagrada de la diosa, donde se había refugiado después de haber nacido en la costa de Chipre, y al fondo se extiende un paisaje costero en el cual los objetos más remotos se difuminan en tonos azulados, según la perspectiva aérea utilizada por Leonardo da Vinci.
Sin embargo, el artista incluye indicios de lo transitorio del plácido momento. Cupido mira hacia arriba y señala más allá de Marte, donde dos de los amorcillos parecen sobresaltarse por una repentina presencia. Probablemente una alusión a lo efímero del placer y el posterior episodio del idilio, cuando el Sol informa a Vulcano, esposo de la diosa, del adulterio, y este forja una red mágica sobre el lecho donde atrapará a los amantes en pleno acto, exponiéndolos a la burla de los otros dioses.

## Galería de imágenes

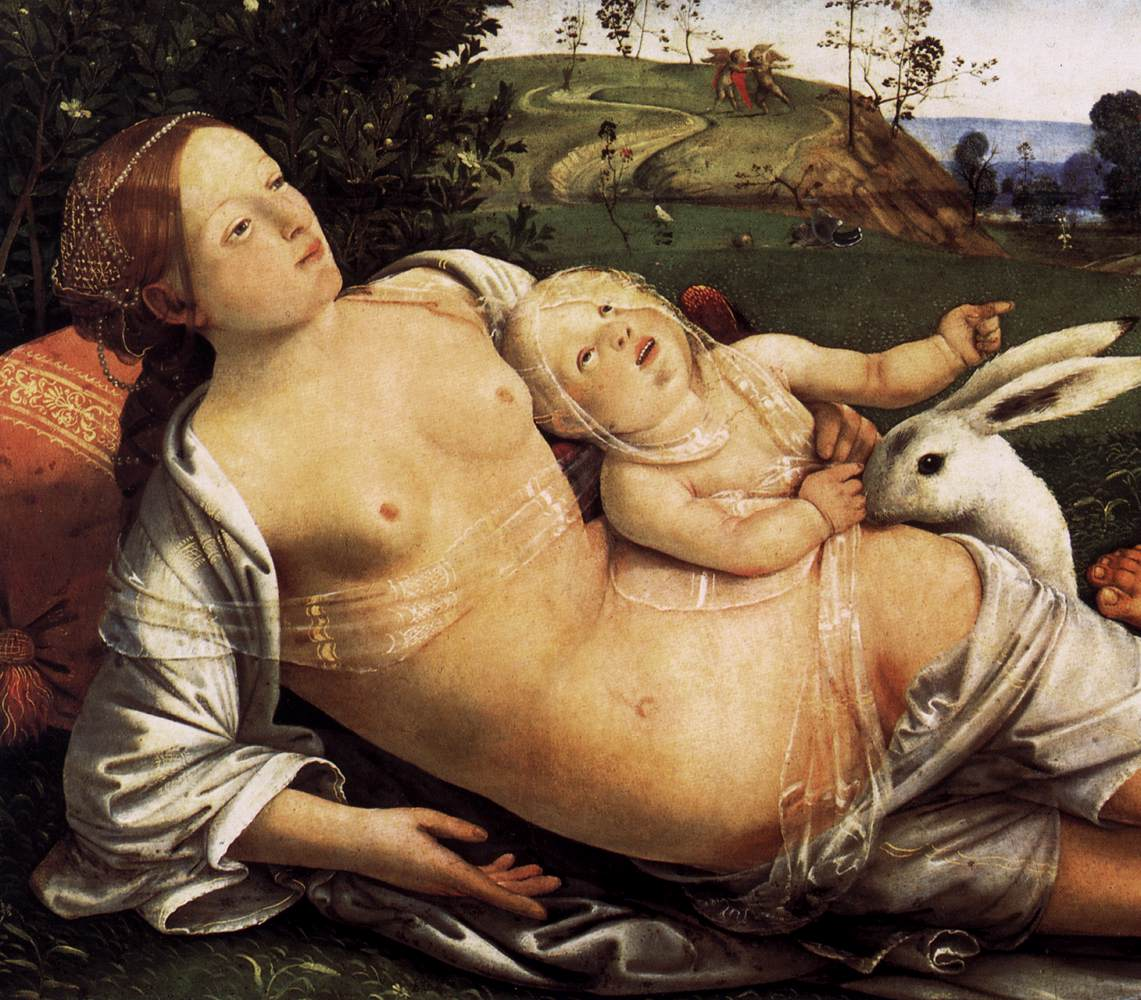
Detalle, Venus y Cupido.
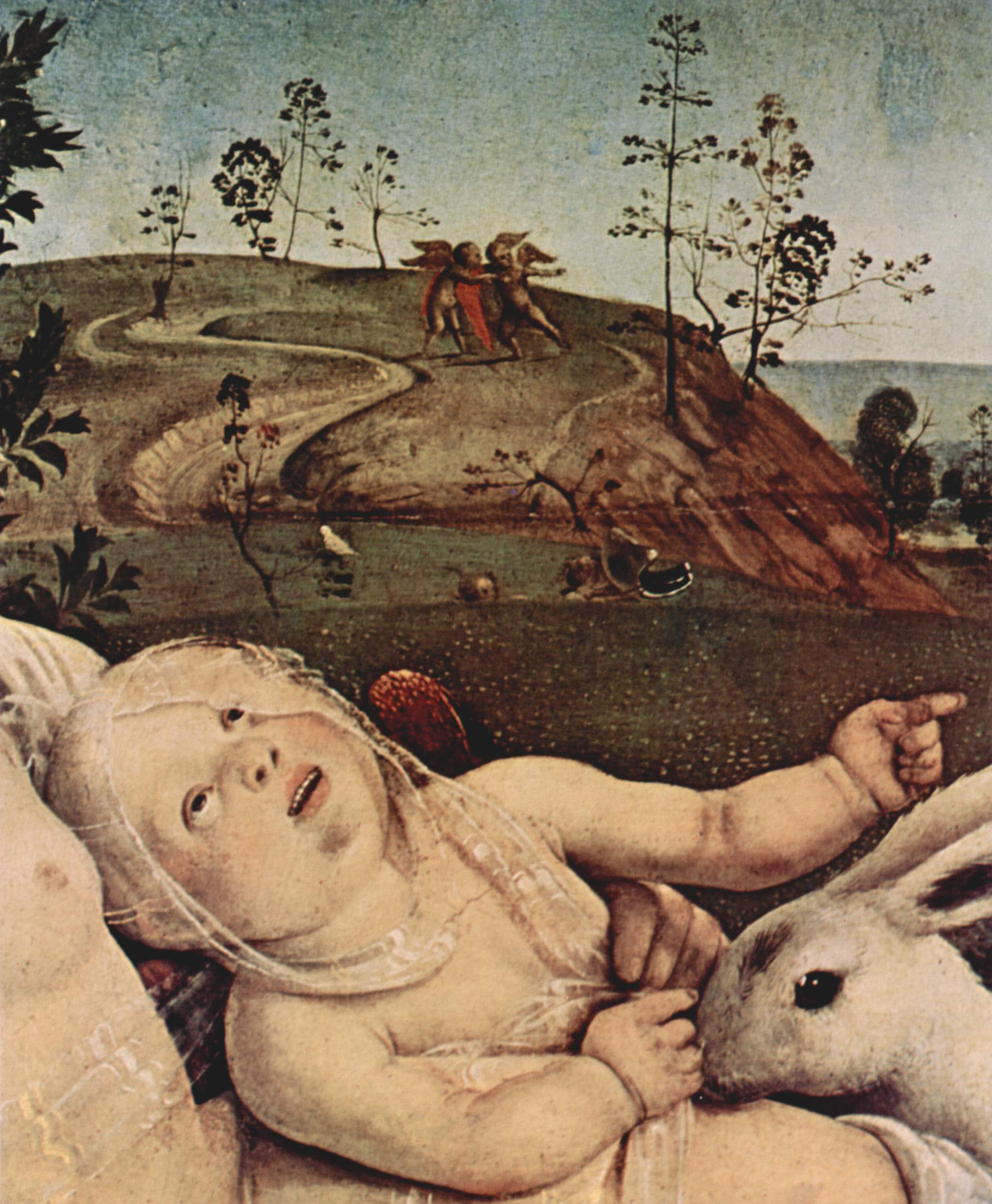
Detalle, Cupido.
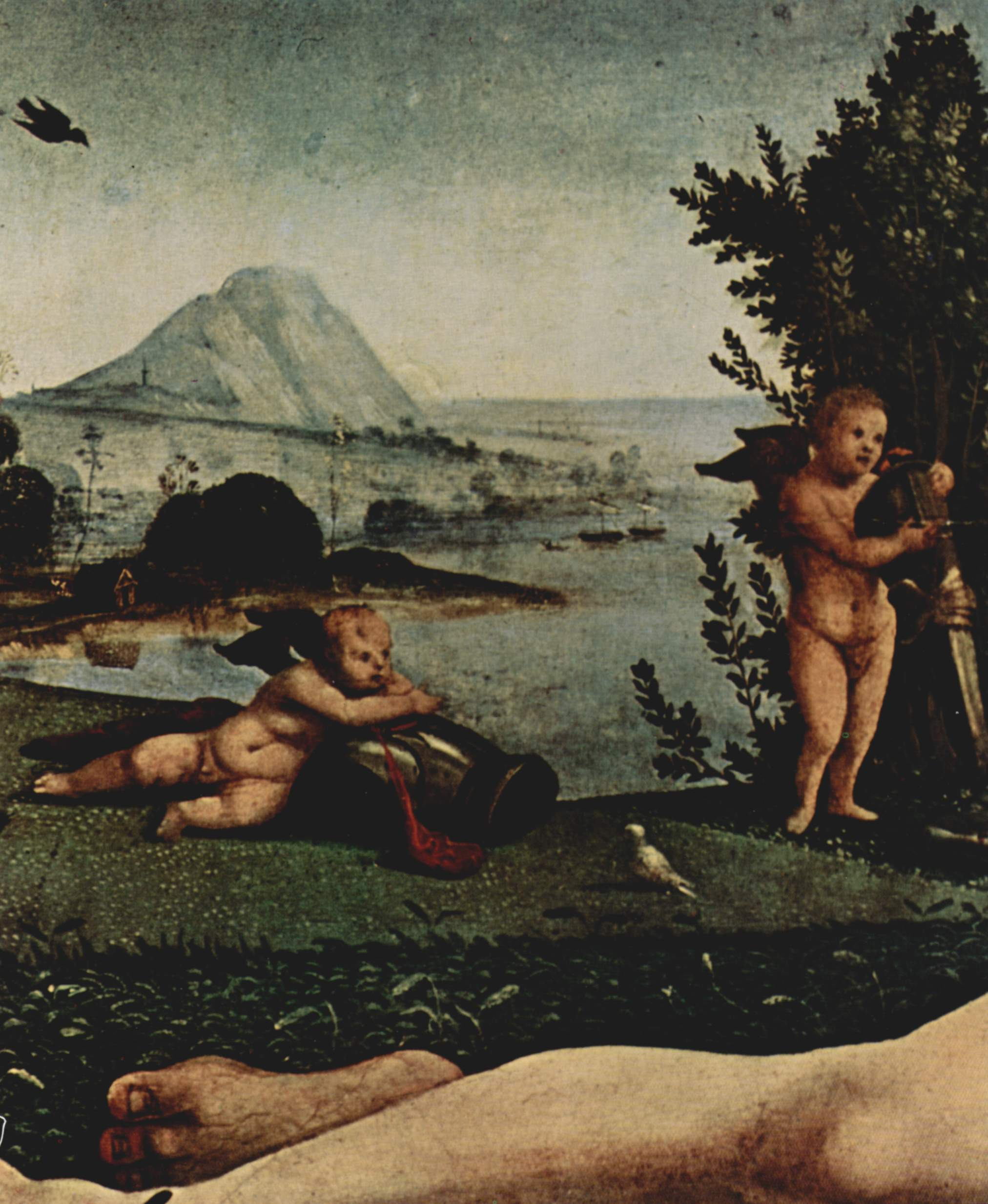
Detalle, barcos en la costa.

## Otros proyectos
- Wikimedia Commons contiene imágenes y otros archivos de Venere, Marte e Amore